# Futbol (programma televisivo)
Futbol è stato un programma televisivo italiano in onda su LA7 dal 12 luglio al 23 agosto 2016 e condotto da Andrea Scanzi e Alessia Reato.

## Il programma
Il programma si occupava del mondo del calcio e andava in onda in diretta il martedì sera in seconda serata. Tra gli ospiti vi erano calciatori, allenatori e commentatori.
Ad affiancare Scanzi nel programma c'era Alessia Reato. Autori del programma sono stati Fabio Migliorati e Matteo Corfiati, mentre in redazione hanno lavorato i giornalisti Duccio Fumero, Andrea Avato e Massimo Valz-Gris. In collegamento da Roma c'era in ogni puntata il giornalista Pasquale Campopiano, nella veste di "calciomercatista".

## Edizioni
| Edizione | Periodo | Conduttrice                   | Inizio    | Fine      |
| -------- | ------- | ----------------------------- | --------- | --------- |
| 1ª       | 2016    | Andrea Scanzi e Alessia Reato | 12 luglio | 23 agosto |

## Puntate
| Puntata | Messa in onda  | Ospiti | Telespettatori | Share |
| ------- | -------------- | --- | -------------- | ----- |
| 1       | 12 luglio 2016 | Carlo Freccero, Michele Dalai, Corrado Orrico, Luigi Garlando, Gianni Rivera                                        | 208.000        | 2.32% |
| 2       | 19 luglio 2016 | Xavier Jacobelli, Gigi Maifredi, Fabrizio Biasin (giornalista di Libero), Claudio Pea, Alberto Zaccheroni           | 208.000        | 2.21% |
| 3       | 26 luglio 2016 | Nicola Cecere (giornalista de La Gazzetta dello Sport), Peter Gomez, Enrico Bertolino, Chef Rubio, Sandro Piccinini | 225.000        | 2.16% |
| 4       | 2 agosto 2016  | Fabrizio Biasin, Cristiano Lucarelli, Marino Bartoletti, Serse Cosmi                                                | 265.000        | 2.75% |
| 5       | 9 agosto 2016  | Fabrizio Biasin, Marino Bartoletti, Giancarlo Padovan, Corrado Orrico                                               | 220.000        | 2.15% |